# Kobdo
Kobdo (mong. Ховд, Chowd) – miasto w Mongolii, siedziba administracyjna ajmaku kobdoskiego, położone 1200 km na zachód od stolicy kraju Ułan Bator. Tworzy oddzielny somon o nazwie Dżarglant.
Położone na wysokości 1395 m n.p.m. nad rzeką Bujant gol. W 2010 roku liczyło 29 tys. mieszkańców; dla porównania, w 1969 było ich 12,4 tys.
Najstarsze miasto w zachodniej Mongolii, początkowo założone w 1718, jako siedziba chińskiego garnizonu, nad rzeką Kobdo, od której wzięło nazwę, po katastrofalnej powodzi w 1762 przeniesione w dzisiejsze miejsce, nad dopływ rzeki Kobdo, gdzie powstała kolejna forteca chińska, a następnie wokół niej dzielnice zamieszkane przez ludność cywilną, chińską i mongolską. Na początku XX w. był to też duży ośrodek religijny, w mieście znajdowało się 19 klasztorów lamajskich, które zostały zniszczone przez komunistów w 1937.
W latach 80. XX w. działała cegielnia oraz zbudowany w 1978 kombinat spożywczy produkujący chleb, wyroby cukiernicze i napoje (różne odmiany lemoniady). W 1979 otwarto w mieście pierwszą wyższą uczelnię: Wyższą Szkołę Pedagogiczną.
Miasto posiada port lotniczy mający regularne połączenia z Ułan Bator.
Znajdują się tu (stan w 2008) ruiny chińskiej twierdzy, Muzeum Ajmaku, klasztor lamajski odbudowany po zniszczeniach z lat 30. oraz meczet z 2000 roku.